# 剑川木雕
剑川木雕，产自中国云南省大理州剑川县，最早的年代是南诏国时期，其特点是精巧、生动、流畅、神韵，具有鲜明的古代云南少数民族特色。1996年12月，剑川县被文化部命名为“中国木雕艺术之乡”；2011年5月，剑川木雕被列入第三批国家级非物质文化遗产。

## 历史
剑川木雕最早产生在南诏时期。元朝、明朝、清朝之后，剑川木雕已经从南诏传遍贵州、四川、西藏，产品卖入了缅甸、泰国、老挝等东南亚国家。

## 代表作品
北京明清故宫、清朝承德避暑山庄、昆明金马碧鸡坊、三牌坊、圆通寺、华亭寺、晋宁县盘龙寺、建水文庙、大理市大慈寺、杜文秀元帅府、保山市飞来寺、中甸县归化寺等建筑中的木雕装饰都是出自剑川木雕。

## 风格
剑川木雕手法粗犷，具有独特的“镂空”技艺，尤其是常见的三层、四层的镂空技艺，甚至还有七层、八层的镂空，层次感强烈。剑川木雕的素材主要是云南大理白族的民族图案和汉族传统图案，汉族图案主要有：二龙戏珠、八仙过海、鹿享金钟、竹报平安、岁寒三友、福禄寿喜、松鹤延年；其他民族图案主要是：白族三弦、傣族孔雀舞、东巴文壁画等。

## 类别
剑川木雕的运用范围包括建筑雕饰、格子门、家堂神龛、本主造像、大理石云木家具、四条屏挂件、座屏、壁画、小件工艺品等。

## 代表艺人
- 段国梁，剑川木雕传人，中国工艺美术大师。[6][7]
- 段四兴，段国梁之子，剑川木雕国家级非遗传承人。[8][9]